# Асталош, Лайош
Ла́йош А́сталош (венг. Asztalos Lajos; 29 июля 1889, Печ — 30 октября 1956, Будапешт) — венгерский шахматист, международный мастер (1950), международный арбитр (1951). Вице-президент Венгерской шахматной федерации (1947—1956), активный деятель ФИДЕ и секретарь её квалификационной комиссии. Шахматный литератор. Национальный мастер с 1912 года: занял 2-е место на турнире Венгерского шахматного союза в Темешваре. В том же году выиграл матч у Балла (+5 −3 =2). В 1913 году победил в турнире мастеров в Дебрецене, опередив Р. Рети и Д. Брейера. На международном турнире памяти Р. Харузека (Кашау, 1918) — 5-е место.
После первой мировой войны жил в Югославии. Успешно выступал на Олимпиадах 1927 и 1931 (в составе югославской команды) и ряда международных турниров: Дьёр (1924) — 3-е; Бардейов (1926) — 3-е ; Кечкемет (1927) — 4-е; Любляна (1938) — 5-7-е места.
С 1942 года в Венгрии, продолжал участвовать в соревнованиях: Диошдьёр (1943) — 3-е; Коложвар (1943) — 4-е; Дебрецен (1948) — 3-е места (последнее выступление в соревнованиях).
С 1949 года занимался общественной, педагогической и литературной деятельностью в области шахмат. Автор ряда шахматных книг, многочисленных статей и переводов советских шахматных изданий.
В 1958—1971 годах в Венгрии проводились мемориалы Асталоша.